# Emilia Hazelip
Emilia Hazelip (Barcelone, 18 juillet 1937 - Carcassonne, 2 février 2003) était une agronome et naturaliste espagnole pionnière de la permaculture en France.

## Biographie
Emilia Hazelip a passé sa vie à chercher un moyen de se rapprocher de la nature et elle est connue pour avoir développé l'agriculture synergétique (en) après avoir expérimenté différentes méthodes d'agriculture naturelle dans une démarche holistique et étudié le travail du microbiologiste japonais Masanobu Fukuoka, inspirée par son livre La révolution d'un seul brin de paille, Emilia Hazelip a transformé les enseignements de Fukuoka en les adaptant à la culture occidentale, aux conditions climatiques locales ... Emilia Hazelip a concentré son attention à l'entretien des légumes et des herbes du jardin potager. Pour cela, elle a appliqué la culture sur buttes mulchées de Ruth Stout, qu'elle cite à la fin de sa première vidéo. Lectrice précoce du livre Permaculture 1 de David Holmgren, Emilia Hazelip a contribué à répandre la permaculture en France, Espagne, Belgique, Italie, Suisse...
Professeure à l'école d'Agrobiologie de Beaujeu